# Embrione (film)
(La frase ad inizio film, tratta dal Libro di Giobbe)
Embrione è un film del 1966, diretto da Kōji Wakamatsu. È stata la prima opera indipendente girata dal regista e prodotta dalla sua casa di produzione, la Wakamatsu Productions.

Il film, appartenente al genere pinku eiga di cui Wakamatsu è un esponente di spicco, è una cupa ed angosciante riflessione sulla solitudine dell'uomo; ambientato interamente nell'appartamento dell'uomo, eccezion fatta per la fugace scena iniziale, Embrione è una pellicola disturbante e visionaria che si distingue per alcuni lampi surrealisti, erotismo e scene di violenza a tratti insostenibile, tutti elementi tipici del cinema di Wakamatsu. Dopo l'uscita del film, il regista disse 
La traduzione del titolo originale è Quando l'embrione caccia di frodo.

## Trama
Il boss di un grande magazzino rimorchia una sua commessa e la conduce in un suo appartamento (spoglio, privo quasi interamente di mobilio) per passare insieme una notte di passione. Ma quella che doveva essere una semplice avventura, si trasforma per la ragazza in un lungo e terrificante incubo; l'uomo, un mitomane disgustato dalla vita perché secondo lui troppo lunga da vivere e fatta soltanto di solitudine e sofferenza, la spoglia e la tiene per giorni legata al letto, sottoponendola ad innumerevoli torture, fisiche e psicologiche. Nell'arco di questo sequestro, l'uomo rievoca episodi della sua passata vita coniugale, in cui si era rifiutato di avere figli dalla moglie, sempre a causa della sua concezione pessimistica della vita terrena. Ma alla fine la ragazza, dopo aver subito sevizie di ogni genere, riesce finalmente a reagire e a vendicarsi delle violenze subite.

## Colonna sonora
- Symphonie Fantastique, quinto Movimento, Hector Berlioz.

## Data d'uscita
In Giappone è uscito nel luglio del 1966, in Italia è stato trasmesso direttamente in televisione nel programma Fuori orario. Cose (mai) viste.

## Critica
- Un film delirante, costruito su un gioco di specchi; piccoli tocchi surrealisti, inquadrature astratte. Il dizionario Morandini che assegna al film tre stelle su cinque di giudizio.[2]

## Collegamenti con altri film
Solo qualche mese dopo l'uscita di questo film, la stessa casa di produzione realizzò Aborto procurato, per la regia di Masao Adachi, che si collega concettualmente a questo film, esponendo in una forma a tratti documentaristica le stravaganti teorie di un ginecologo che vuole dare una risposta al problema dilagante delle richieste di aborto e in generale dell'esigenza di interrompere la gravidanza a seguito della degenerazione dei costumi.